# Топлес
Топлес (на английски: topless) е термин от английския език, който означава „без горната част“, тоест, без облеклото, покриващо торса. Терминът обозначава ситуация, при която жена е гола от кръста нагоре, с гърдите и зърната на показ.
Женските гърди са на показ в много туземни общества. Въпреки това, в развитите страни има социални норми около женската скромност, често налагани чрез правилници, които изискват жените да закриват гърдите си на публични места. В много държави, жените, които излагат гърдите си на показ на публично място, могат да бъдат поведени под отговорност, макар това обикновено да не се случва за кърмещи жени или на плажа.
Социалните норми около топлес жените зависят от контекста и местоположението. Още от древността женски гърди присъстват в изкуството, от картини и скулптури до филми и фотография, като такива представления обикновено се възприемат добре, поради артистичната им стойност. Излагането на гърдите може да се счита за приемливо и образователни в образователен, медицински или политически контекст. На много плажове, особено в Европа и Австралия, жените имат право да бъдат топлес. Все пак, много общества гледат с не добро око на излагането на гърдите, особено ако целта им е сексуална възбуда.